# Kopysno
Kopysno (również Kopyśno, Kopystno, w latach 1977–1981 Kopystno) – wieś w Polsce położona w województwie podkarpackim, w powiecie przemyskim, w gminie Fredropol.
Administracyjnie wieś jest częścią sołectwa Rybotycze.
W latach 1975–1998 miejscowość administracyjnie należała do województwa przemyskiego.
Kopysno leży na stoku góry Kopystanki, na Pogórzu Przemyskim i jest oddalone ok. 3 km od miejscowości Rybotycze. 
We wsi znajduje się zabytkowa murowana cerkiew greckokatolicka wybudowana w 1821 roku z ikonostasem według szkoły rybotyckiej z dzwonnicą i niewielkim cmentarzem oraz kapliczka ustawiona na pamiątkę zniesienia pańszczyzny w 1848 r.
Kopysno leży w obrębie Parku Krajobrazowego Pogórza Przemyskiego i znajduje na Obszarze Specjalnej Ochrony (OSO) – PLB 180001 Pogórze Przemyskie. Na terenie wsi znajduje się rezerwat krajobrazowy „Kopystańka”, „Zespół użytków ekologicznych Kopysno” oraz pomniki przyrody – 2 dęby szypułkowe.
Do wsi można dojechać drogą gruntową. Ponadto przez Kopysno przechodzi czerwony szlak turystyczny z Przemyśla do Sanoka oraz szlak żółty, łączący zniesienie Suchy Obycz z Kopystanką.

## Historia
Wieś lokowana była w I poł. XV wieku, na prawie wołoskim. Z  1408 roku pochodzi informacja o lokacji cerkwi pw. Pokrowy Matki Bożej, grodziska i dworu. Przez kilka wieków wieś stanowiła gniazdo rodu Kopystyńskich, którego najwybitniejszymi przedstawicielami byli Michał Kopystyński, ostatni prawosławny biskup (władyka) przemyski, zagorzały przeciwnik unii brzeskiej oraz Zachariasz, pisarz i polemista.
W połowie XIX wieku właścicielami posiadłości tabularnej w Kopysnie byli Antoni i Józef Tyszkowscy.
W II Rzeczypospolitej wieś położona powiecie dobromilskim województwa lwowskiego. We wrześniu 1945 roku wieś została spalona przez oddział UPA, sotnia „Łastiwki”, która zamordowała tu 6 Polaków. Po wojnie wielu mieszkańców opuściło wieś w związku z wysiedleniem na teren Ukrainy i w czasie akcji „Wisła”.